# Vanadate d'yttrium
Le vanadate d'yttrium ou orthovanadate d'yttrium est un composé chimique de formule YVO4. Il s'agit d'un solide cristallin transparent ayant des applications en optique. Il est notamment utilisé dopé au néodyme, ce qui forme un milieu amplificateur Nd:YVO4 pour laser à l'état solide de type laser DPSS (en), et dopé à l'europium, ce qui forme une substance à phosphorescence rouge utilisée notamment dans les tubes cathodiques. Il en existe de nombreuses autres applications, comme la réalisation de prismes polarisants de type Glan-Taylor.

## Structure
Le vanadate d'yttrium cristallise dans un réseau tétragonal centré de groupe d'espace I41/amd, nom complet I 41/a 2/m 2/d, no  141 avec a = b = 0,712 nm, c = 0,629 nm et nombre d'unités par maille Z = 4,,.